# Скулень (Румунія)
Скулень, Скулені (рум. Sculeni) — село у повіті Ясси в Румунії. Входить до складу комуни Вікторія.
Село розташоване на відстані 340 км на північ від Бухареста, 17 км на північ від Ясс.

## Населення
За даними перепису населення 2002 року у селі проживали 357 осіб, усі — румуни. Усі жителі села рідною мовою назвали румунську.